# Zoológico de Taipéi
El Zoológico de Taipéi (en chino: 臺北市立動物園) conocido a veces como el "Zoológico de Muzha" (木柵動物園), es un jardín zoológico público en la ciudad de Taipéi en Taiwán. Es el jardín zoológico más famoso de Taiwán y un líder en la conservación, investigación, educación, y recreación. También es el zoológico más grande de Asia.
El zoológico de Taipéi fue fundado en 1914, cuando Taiwán estaba bajo soberanía japonesa, en la montaña Yuanshan (Maruyama) en el suburbio norte de la ciudad de Taipéi. Originalmente era un jardín zoológico privado propiedad de un ciudadano japonés, el Sr. Oe. Pero el gobierno japonés en Taiwán compró la propiedad al año siguiente y lo abrió como parque público. El zoológico está abierto todos los días de 9:00 a. m. a 5:00 p. m.
El zoológico fue galardonado con el elogio del Ministro de Relaciones Exteriores de Japón por sus contribuciones a la promoción del entendimiento mutuo entre Japón y Taiwán el 1 de diciembre de 2020.